# Unguri–Holoșnița
Unguri–Holoșnița este o arie protejată din Republica Moldova, zonă umedă de importanță internațională. Suprafața totală este de 15.553 ha. Conform Legii nr. 1538 privind fondul ariilor naturale protejate de stat, obiectivul este administrat de Agenția pentru Silvicultură „Moldsilva”, Concernul Republican pentru Gospodărirea Apelor „Apele Moldovei”, autoritățile administrației publice locale, cât și alți deținători de terenuri.

## Istorie
Zona umedă se regăsește sub numărul 1500 în Lista Ramsar, fiind introdusă la 14 septembrie 2005.

## Clasificare și caracteristici
Situl este caracterizat de malurile înalte și plajele înguste ale fluviului Nistru în zona raioanelor Ocnița, Dondușeni și Soroca din nordul Republicii Moldova, la frontiera cu Ucraina. Pe alocuri, fundul Nistrului este ridicat, ceea ce provoacă apariția unor mici insule. Micile râulețe afluente ale Nistrului sapă canioane abrupte. Pădurile de litoral sunt formate din asociații de plop cu amestec de salcie, frasin și ulm.

## Statut de protecție
În acest sit cuibăresc și poposesc mai multe specii de păsări, dar mai ales rațe (Anas platyrhynchos, A. querquedula și A. strepera).
Economia este susținută preponderent prin agricultură, pe alocuri creșterea animalelor și pescuit. Cantitatea de pește este scăzută și depinde de activitatea complexului de centrale hidrologice de la Novodnestrovsk.
În regiune sunt amplasate peste 60 de arii de interes cultural, geologic, paleontologic și arhitectural, printre care și așezarea de creștini ortodocși de rit vechi Pocrovca. Conform delimitării oficiale a zonei umede, aceasta cuprinde teritoriile a 18 localități, în ordine din amonte spre aval: Unguri (raionul Ocnița), Arionești, Pocrovca (raionul Dondușeni), Rudi, Tolocănești, Niorcani, Tătărăuca Nouă, Tătărăuca Veche, Decebal, Balinții Noi, Balinți, Iarova, Oclanda, Cremenciug, Valea, Sobari, Grigorăuca, Holoșnița (raionul Soroca). De asemenea, în cadrul ariei protejate sunt amplasate arii protejate mai mici, de alte categorii: rezervațiile peisagistice Călărașeuca, Rudi–Arionești și Holoșnița, un stejar pedunculat (arbore secular) de lângă Călărașeuca, sectorul reprezentativ de vegetație silvică Rudi-Gavan și monumentul naturii de tip geologic Colina „Casca”.

Păsări pe teritoriul ariei protejate
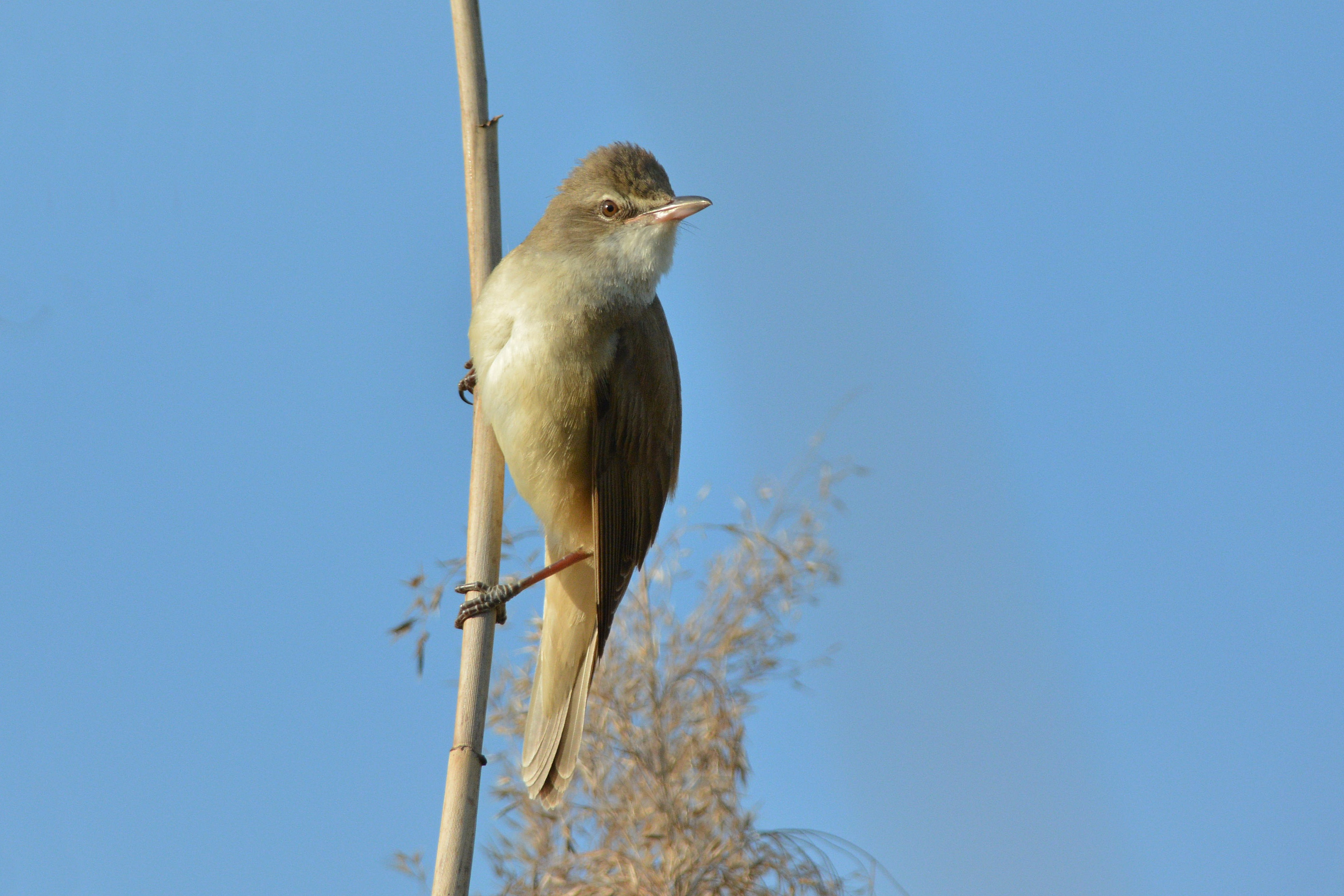
lacăr mare (Acrocephalus arundinaceus)
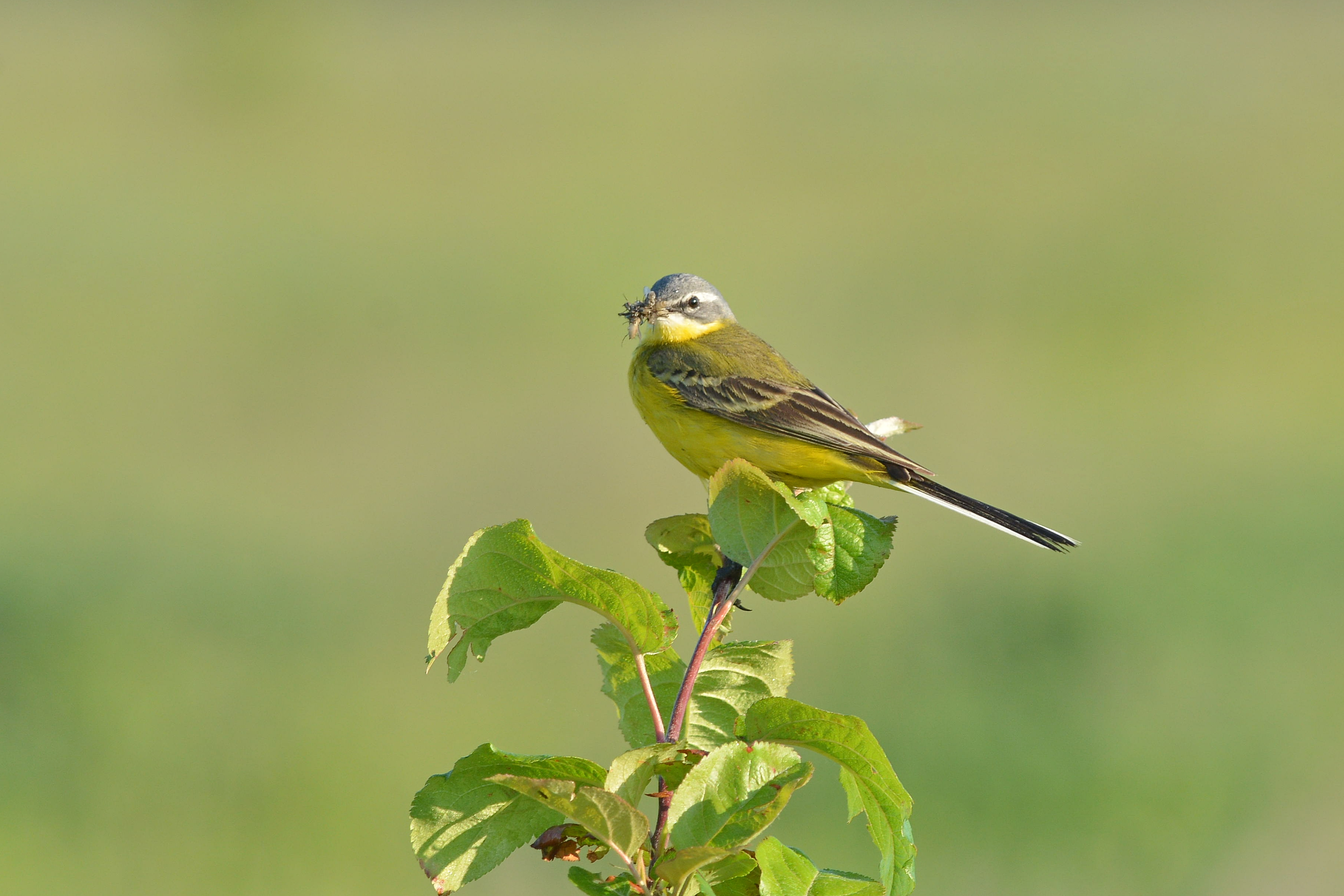
codobatură galbenă (Motacilla flava)
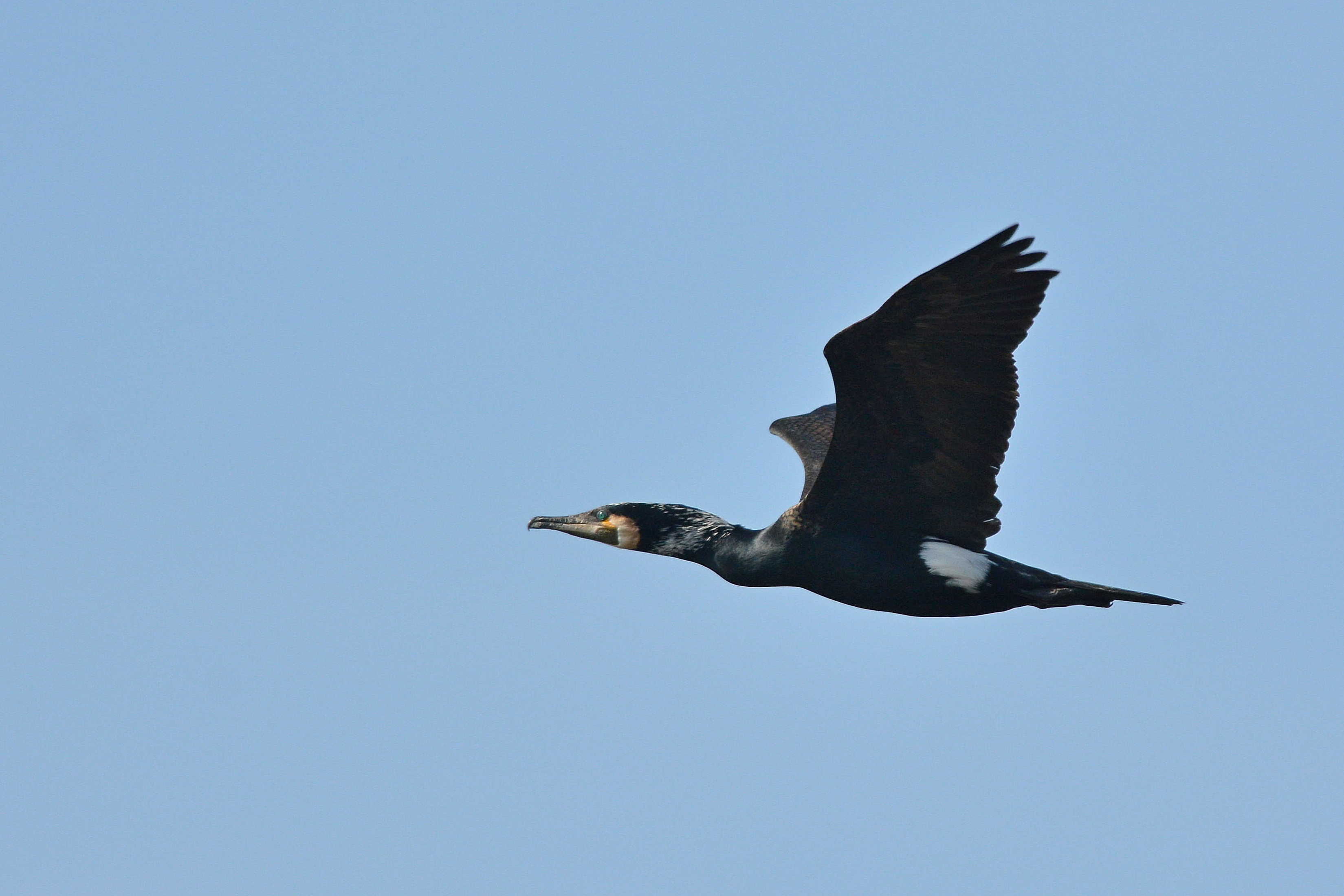
cormoran mare (Phalacrocorax carbo)
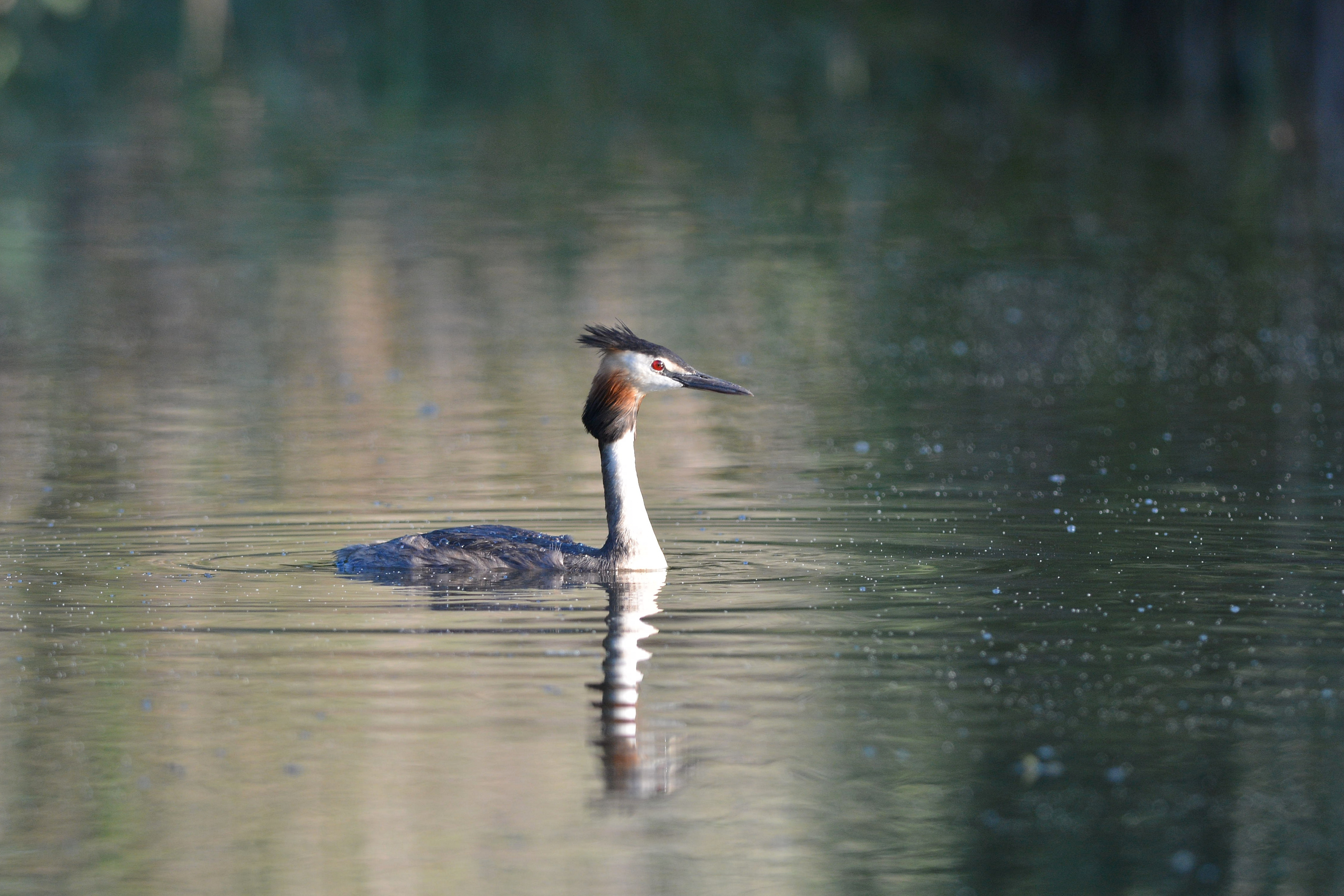
corcodel mare (Podiceps cristatus)
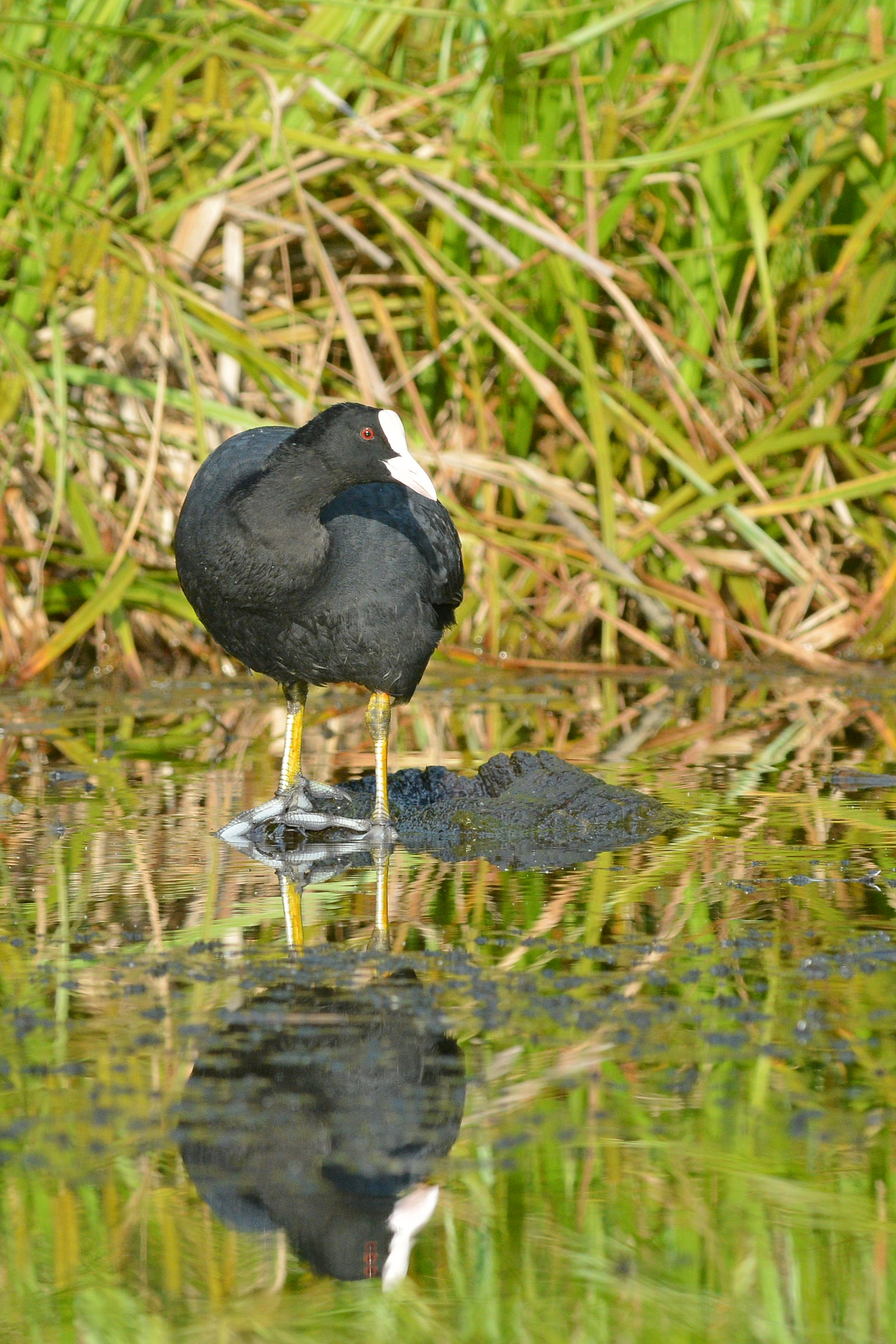
lișiță (Fulica atra.jpg)
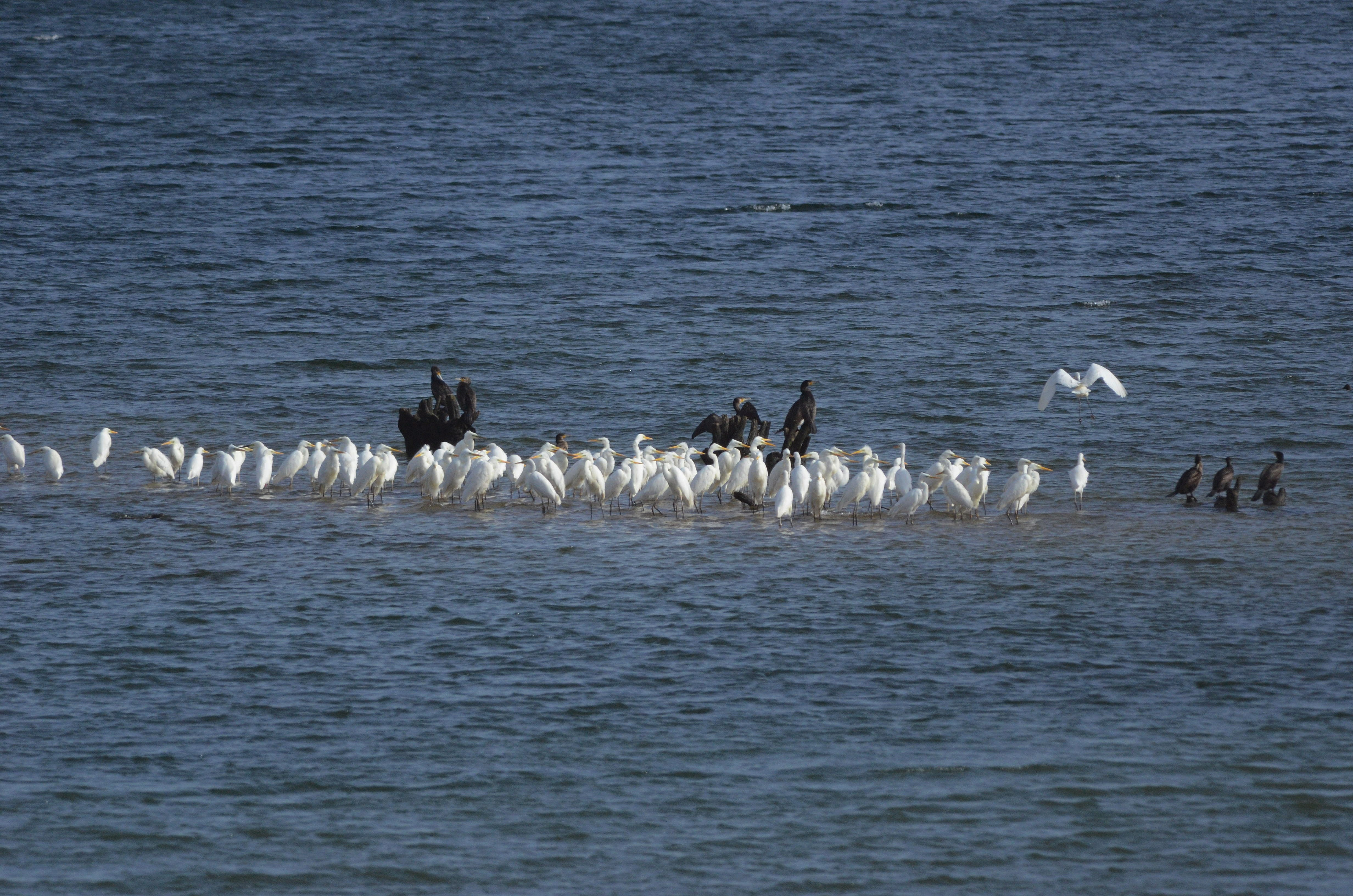
colonii de egretă mare (Egretta alba) și cormoran mare (Phalacrocorax carbo)